# Galerie nationale des beaux-arts Khazine
 (mars 2025).
La galerie nationale des beaux-arts Khazine ou Galerie Khazine (en russe : Национальная художественная галерея «Хазинэ» (НХГ)) est une filiale  du musée d'État des Beaux-Arts du Tatarstan située à Kazan au Tatarstan en fédération de Russie.

## Histoire de la création de la galerie
La galerie nationale d'art Khazine ouvre en tant que subdivision du musée d'État des Beaux-Arts du Tatarstan en 2005, année de la célébration du millième anniversaire de la fondation de Kazan (ru) dans le bâtiment de l'école Junker, dans l'enceinte du kremlin de Kazan.

## Exposition
L'exposition permanente des beaux-arts du Tatarstan occupe la plus grande partie des 1er et 2e étages où deux mille œuvres d'art provenant du musée d'art contemporain du Tatarstan sont exposées.
L'art du territoire de Kazan et du Tatarstan est présenté de manière complète et détaillée pour la période de deux siècles de développement historique qu'il a connu.
Les salles de la galerie présentent le travail des artistes associés à l'école d'art de Kazan (1895-1917), l'art des années 1920 à 1930 (Konstantin Tchebotariov, А. Platounova). Elles reflètent aussi les étapes de la formation des beaux-arts nationaux au XXe siècle (Alekseï Anikeïenok, Igor Voulokh).

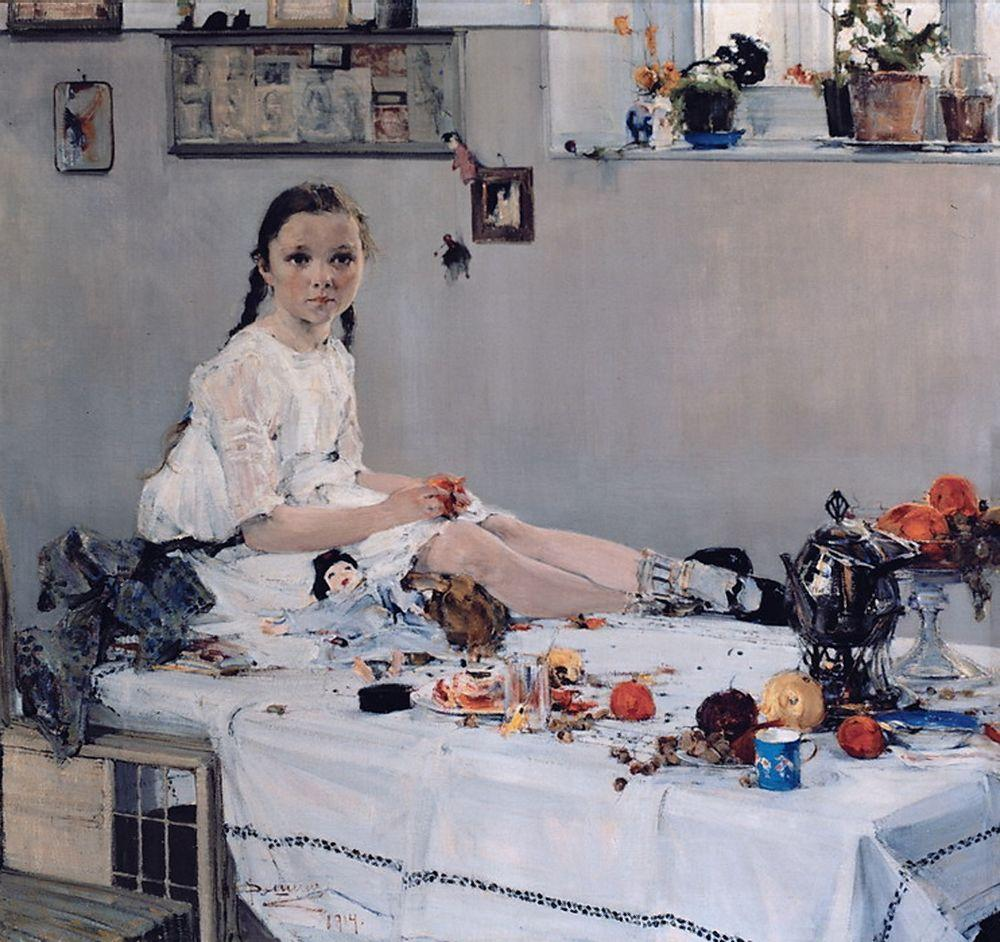
Portrait de Vara Adoratskaïa Nikolaï Fechine

Plusieurs salles sont consacrées au peintre le plus réputé de Kazan Nikolaï Fechine et plusieurs de ses toiles y sont présentées :Portrait de Vara Adoratskaïa (ru) (1914), L'Aspersion (?)), L'Abattoir (ru) (1919 (?)).

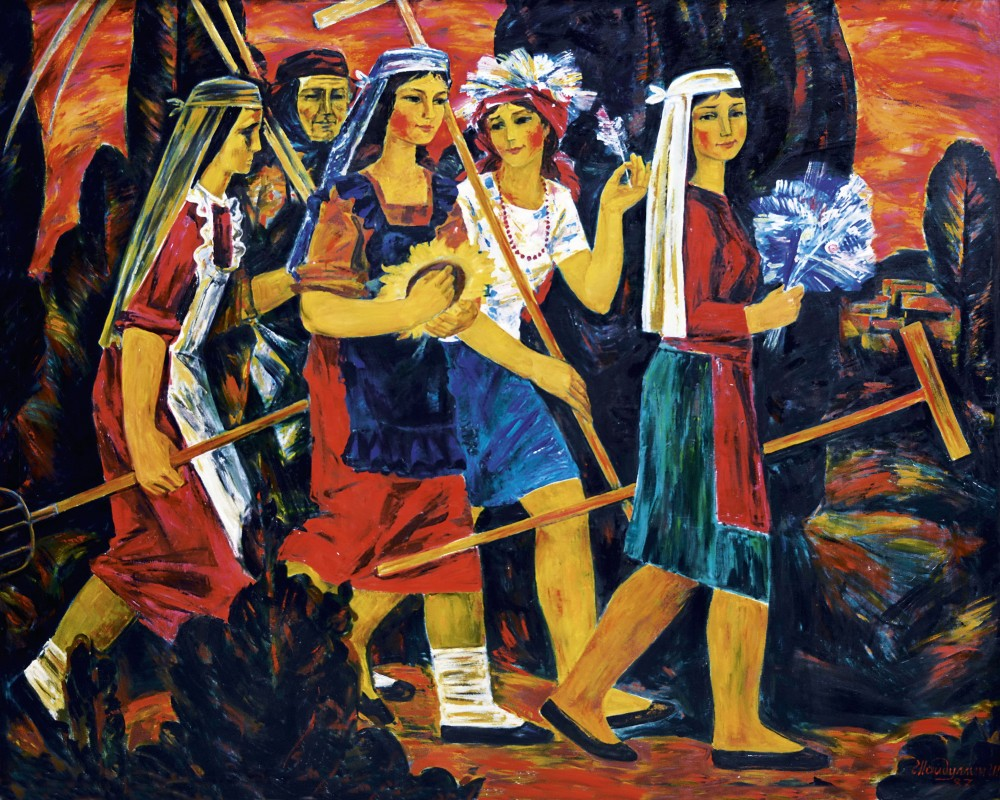
Retour des champs, 1987, C. Chaïdoulline

Le public peut aussi se familiariser avec le travail de l'un des fondateurs de l'art tatar, Baqi Urmançe (ru), et avec des œuvres de l'artiste soviétique Haris Iakoupov.
Parmi les maîtres réputés du Tatarstan présentés dans la galerie on peut citer : Rachit Imachev (ru) (1939-2007), Valeri Skobeïev (ru) (1938-2022), Chamil Chaïdoulline (ru) (1947-2021), Zoufar Guimaïev (ru) (1951-2022), Makhmout Vagapov (ru) (1955-), Anatoli Egorov (ru) (1949- ). 